# Moca-Croce
Moca-Croce település Franciaországban, Corse-du-Sud megyében. Lakosainak száma 234 fő (2022. január 1.). Moca-Croce Argiusta-Moriccio, Aullène, Petreto-Bicchisano, Santa-Maria-Figaniella, Zérubia és Zigliara községekkel határos.

## Népesség
A település népességének változása:
| Lakosok száma | 254  | 211  | 207  | 226  | 235  | 238  | 252  | 257  | 259  | 234  |
|               | 1968 | 1982 | 1990 | 2006 | 2013 | 2015 | 2017 | 2019 | 2020 | 2022 |